# Antianginalni lek
Antianginal je lek koji se koristi u tretmantu angine pektoris, simptoma ishemijske bolesti srca.

## Primeri
Lekovi koji se koriste su nitrati, beta blokatori, i blokatori kalcijumskih kanala.

### Nitrati
Nitrati uzrokuju vazodilataciju venskih krvnih sudava stimulacijom relaksacionog faktora izvedenog iz endotela (EDRF).
Lekovi ove grupe su nitroglicerin (gliceril trinitrat), pentaeritritol tetranitrat, izosorbid dinitrat i izosorbid mononitrat

### Beta blokatori
Beta blokatori se koriste za tretman profilakse angine putem redukovanja količine rada koja je dozvoljen srcu da izvede ispod nivoa koji bi izazvao anginski napad.
Oni se ne mogu koristiti za vazospastičku anginu i mogu da ubrzaju zatajenje srca.
Agensi ove grupe su bilo kardioselektivni, npr. acebutolol ili metoprolol, ili bez kardioselektivnosti, npr. oksprenolol i sotalol.